# Kippteil
Kippteil ist ein veralteter Begriff aus der Elektronik.
Der Kippteil bezeichnet eine Teilschaltung eines Fernsehempfängers oder eines Oszilloskopes, der für eine periodische Ablenkung des Elektronenstrahles in der Kathodenstrahlröhre durch eine Kippschwingung in vertikaler oder horizontaler Ebene sorgt.
Mit Röhren- oder Halbleiterschaltungen, wird eine Sägezahnspannung erzeugt, die den Elektronenstrahl in fester zeitlicher Reihenfolge ablenkt. Dadurch kann ein Raster erzeugt werden, welches über Helligkeitsmodulation Bildinformationen darstellen kann. Der Kathodenstrahlröhrenbildschirm macht von dieser Art des Bildaufbaus Gebrauch.
Beispiele für Kippschwingungserzeuger sind
- Sperrschwinger
- Miller-Integrator
- Kippschwinger
- Modifizierte Varianten des Multivibrators